# Aloe massawana
Aloe massawana es una especie de planta suculenta de aloe. Es endémica de Kenia, Mozambique y Madagascar.

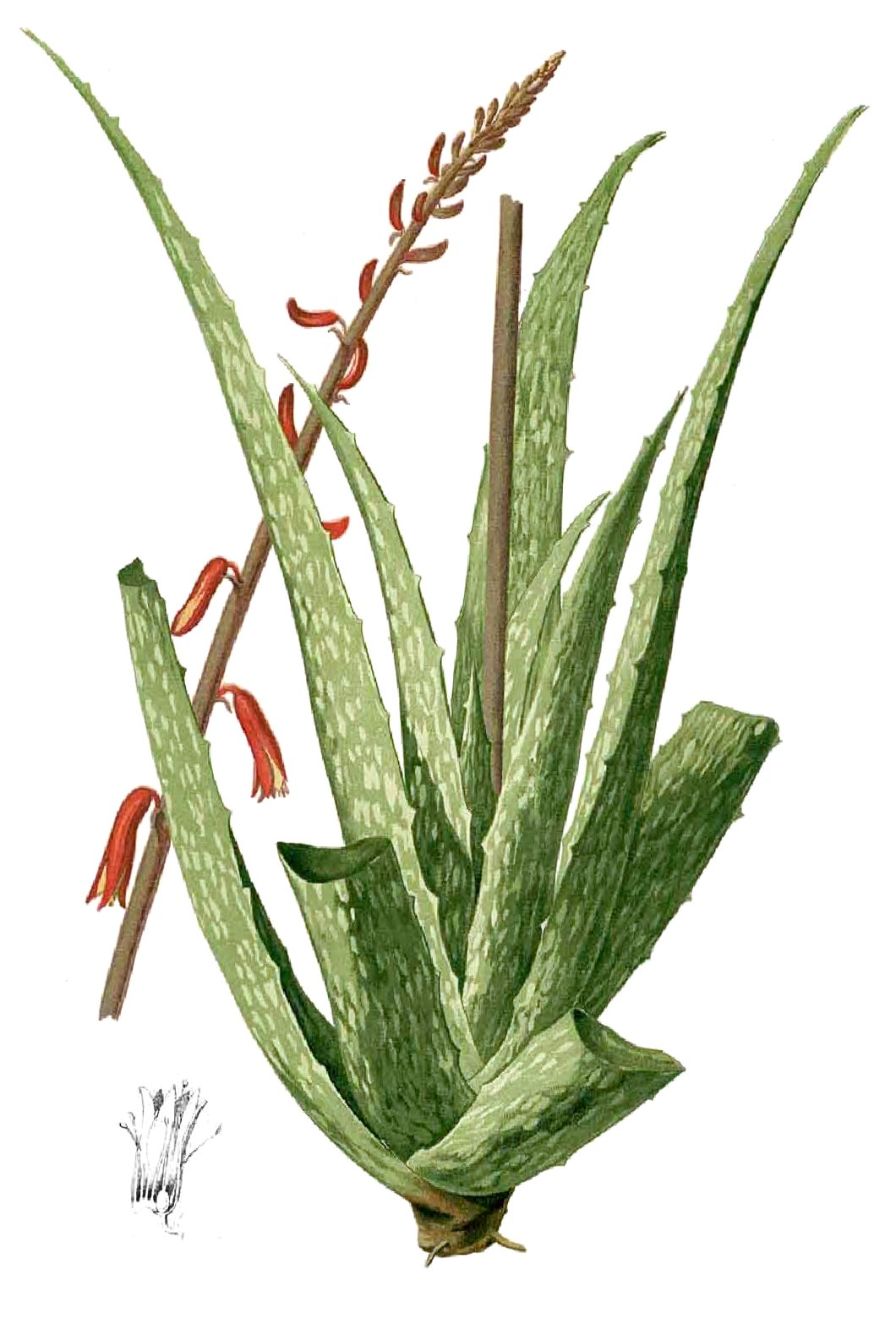
Ilustración

## Descripción
Es una planta suculenta con las hojas agrupadas en rosetas basales. Las hojas son carnosas, largas, estrechas y lanceoladas de color verde a verde-grisáceo, los márgenes están armados con espinos blancos. La inflorescencias en racimos con flores tubulares de color rojizo brillante que se encuentran al final de un tallo.

## Distribución y hábitat
Es una especie costera que se encuentra en el sur de Kenia y el norte de Tanzania hasta el sur de Dar es Salaam y en una pequeña isla cerca de Zanzíbar. La colección más al norte de Kenia, es dudosa, al igual que todas las colecciones de Eritrea.
Es una hierba decumbente suculenta que crece en primera línea de playa en la zona salina en los afloramientos de coral. También se registran en suelos arenosos, en los matorrales de hierbas y zonas abiertas cerca de la orilla del mar.

## Taxonomía
Aloe massawana fue descrita por Gilbert Westacott Reynolds y publicado en Journal of South African Botany 25: 207, en el año 1959.
Etimología
Ver: Aloe
massawana: epíteto geográfico que alude a su localización en Massawa en Eritrea.